# La Paz de Oriente
La Paz de Oriente ou La Paz de Carazo est une municipalité nicaraguayenne du département de Carazo au Nicaragua.